# Lachva (Luninets rajon)
Lachva (belarusiska: Лахва, även ryska: Лахва) är en by i Belarus. Den ligger i Luninets rajon i Brests voblast, i den centrala delen av landet, 190 km söder om huvudstaden Minsk. Antalet invånare är 1 850.

## Natur och klimat
Lachva ligger 129 meter över havet Terrängen runt Lachva är mycket platt. Runt Lachva är det ganska glesbefolkat, med 28 invånare per kvadratkilometer.. Närmaste större samhälle är Davyd-Haradok, 19,0 km söder om Lachva.
Omgivningarna runt Lachva är en mosaik av jordbruksmark och naturlig växtlighet.